# Turducken

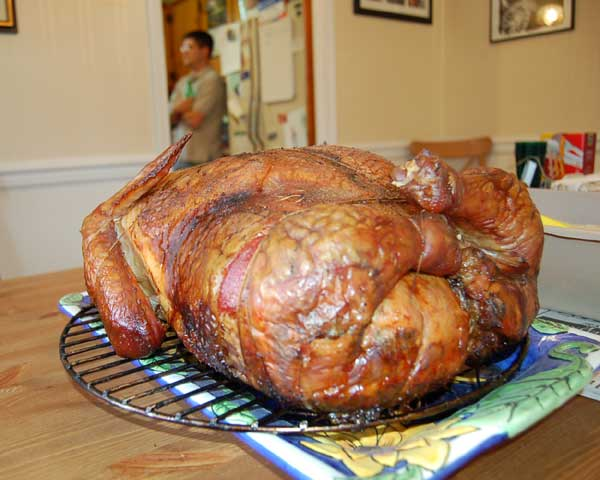
Turducken quay có trọng lượng 30 lb.

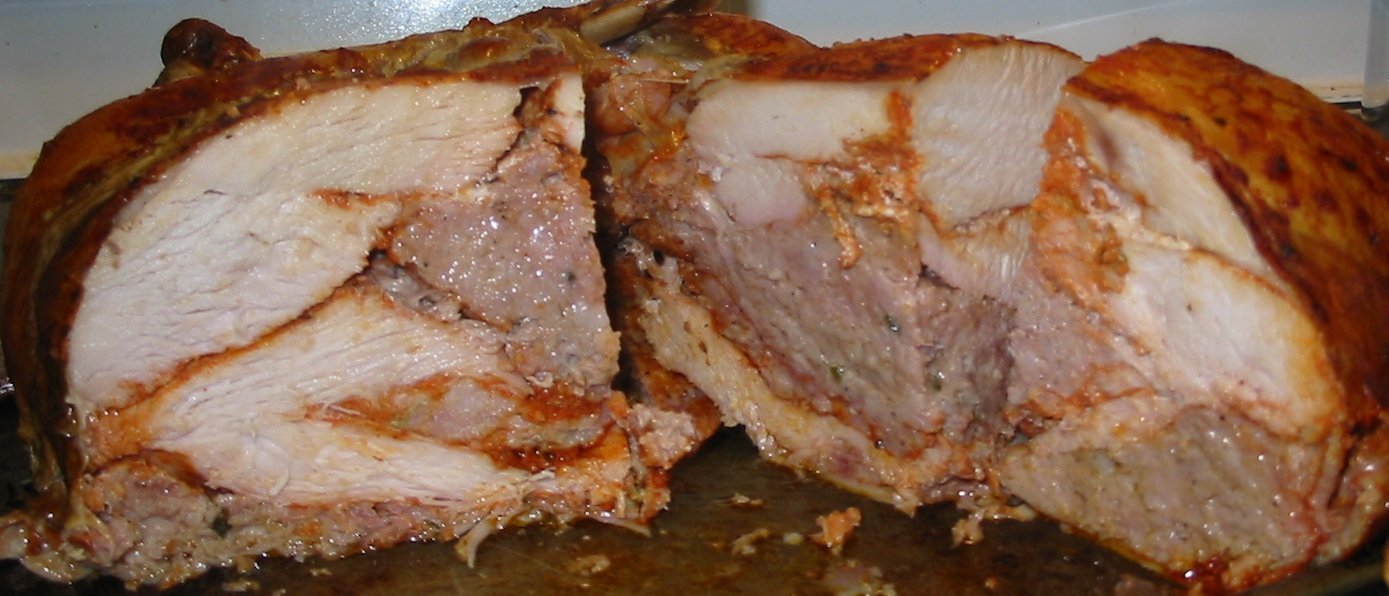
Turducken nhồi xúc xích được cắt thành phần tư để nhìn thấy các phần thịt bên trong

Turducken là một món ăn bao gồm một con gà được lấy xương ra hết, nhồi vào một con vịt, rồi sau đó nhồi tiếp vào một con gà tây. Bên ngoài Hoa Kỳ và Canada, nó được biết đến với cái tên món nướng ba con chim. Gooducken là một biến tấu truyền thống của Anh, trong đó thay thế gà tây bằng ngỗng.
Từ turducken là từ ghép của turkey (gà tây) duck (vịt) và chicken (gà). Món ăn trình bày với hình thức hấp dẫn nhờ công thức độc đáo, trong đó một con vật được nhồi vào trong dạ dày của một con vật khác. Khoang ức của gà/gà mái tơ và khoảng trống của chúng được nhồi phần nhân, đôi khi là hỗn hợp bột mì hoặc thịt xúc xích, mặc dù một số biến tấu có cách nhồi khác nhau đối với mỗi con chim. Kết quả là tạo ra một món gia cầm nhiều lớp khá rắn chắc, thích hợp để nấu bằng cách om, quay, nướng hoặc hun khói.
Món ăn này được phổ biến ở Mỹ bởi John Madden, người đã truyền bá về món ăn lạ này trong các trận đấu Ngày Lễ Tạ ơn của NFL và sau đó là các chương trình phát sóng Monday Night Football. Trong một lần, bình luận viên đã dùng tay cưa vào khoang bụng của một turducken, nhằm chứng minh các thành phần bên trong món ăn.

## Các biến tấu
Nguồn gốc của món turducken vẫn là một dấu chấm hỏi, mặc dù người ta thường đồng ý rằng đó là món ăn do đầu bếp Cajun Paul Prudhomme phổ biến. Tuy nhiên, tại nhà hàng Hebert's Specialty Meats ở Maurice, Louisiana, chủ sở hữu Junior và Sammy Hebert nói rằng họ đã tạo ra món ăn vào năm 1985 "khi một người đàn ông địa phương mang những con chim của mình đến cửa hàng và yêu cầu hai anh em pha kết hợp lại với nhau thành một món ăn".
Gerald R. LaNasa, một bác sĩ phẫu thuật ở New Orleans, nổi tiếng ở địa phương với việc dùng dao mổ để loại bỏ xương khỏi thịt của ba con chim, đôi khi thêm thịt lợn hoặc thịt bê nướng vào khoảng trống bên trong con gà mái cuối cùng. Đây được xem như món ăn trong một kỳ nghỉ yêu thích ở địa phương tại miền nam Hoa Kỳ. Xúc xích Andouille và gan ngỗng luôn là thành phần chính trong các món ăn do LaNasa sáng tạo. Món Turducken hoặc turduckhen được sản xuất hàng loạt ngày nay (một biến tấu khác thêm hoặc thay thế một con gà mái Cornish) có thể được tìm thấy trong các kết quả nghiên cứu của bác sĩ LaNasa. Ballotine gồm gà tây, vịt, gà của LaNasa ngày nay một món ăn thương mại, được bán khắp nơi dưới nhiều tên thương hiệu. Ở Anh, turducken là một loại ballotine có tên gọi "ba con chim nướng" hoặc "chim nướng hoàng gia". Pure Meat Company cung cấp món thịt quay năm con chim (ngỗng, gà tây, gà, gà lôi và chim bồ câu, nhồi xúc xích), được xem là sự hồi sinh chiếc bánh Giáng sinh Yorkshire truyền thống, vào năm 1989; cùng với món nướng ba con chim (vịt nhồi gà rồi nhồi bồ câu, cùng với ngải đắng và táo) vào năm 1990.
Trong cuốn sách năm 1807 có tên Almanach des Gourmands, nhà ẩm thực Grimod de La Reynière đã trình bày món rôti sans pareil - gồm chim bảo nhồi với gà tây, ngỗng, chim trĩ, gà, vịt, gà Phi, mòng két, Scolopax, gà gô, chim bò, chim te te, cút, hoét, sơn ca, Sẻ đất Châu Âu và Sylvia borin - mặc dù ông nói rằng, kể từ khi món thịt nướng tương tự được sáng tạo bởi người La Mã cổ đại, thì rôti sans pareil không hoàn toàn là món ăn mới.
Gooducken là món ngỗng nhồi vịt, rồi sau đó là gà.
Một dạng công thức ban đầu là món đệm của Pandora, một con ngỗng nhồi gà rồi nhồi thêm chim cút.

Một phiên bản khác của món ăn được cho là của nhà ngoại giao và nhà sành ăn người Pháp có tên Charles Maurice de Talleyrand-Périgord. Bài báo French Legends Of The Table năm 1891 đưa ra món Quail à la Talleyrand: 
 Ví dụ sau đây là cách nướng chim cút huyền ảo và hơi cầu kỳ của Talleyrand. Vào một ngày "tìm cảm hứng cho người sành ăn" tại khách sạn của mình ở Rue Saint-Florentin, ông đã soạn ra công thức sau: Lấy một con chim cút đầy đặn, tẩm gia vị với nấm cục và làm mềm bằng cách cho vào rượu sâm banh. Bạn đặt nó cẩn thận bên trong một con gà Bresse non; sau đó khâu cái lỗ lại và phết bơ lên khắp thân gà. Một lần nữa, bạn cho gà vào bên trong một con gà tây Berri hảo hạng, và nướng gà tây thật kỹ. Kết quả sẽ như thế nào? Tất cả nước cốt gà tây được hấp thụ bởi gà và sẽ tiếp tục được hấp thụ bởi con chim cút. Sau hai giờ nướng gà, trên thực tế là ba con gà, món ăn đã sẵn sàng, và bạn đặt bộ ba lên một cái đĩa sứ hoặc bạc đục. Sau đó, bạn kéo gà ra khỏi gà tây, và cút ra khỏi gà. Cút ư? Nói đến cút lộn liệu có chính xác không khi món ăn thơm ngon béo ngậy này quả thực quá chất so với bất kỳ cái tên nào khác? Bạn lấy chim cút ra, và thưởng thức khi nóng, với mùi thơm của nấm cục, sau khi đã nướng chim cút cho đến khi nó trở nên vàng bằng cách sử dụng loại bơ Gournay ngon nhất.
 Cuốn sách Passion India: The Story of Spanish Princess of Kapurthula  (tr. 295) có đoạn kể lại một món ăn tương tự ở Ấn Độ vào cuối những năm 1800: "Được Maharajah Ganga Singh mời đến bữa tối đặc biệt nhất, trong cung điện ở Bikaner, khi Anita hỏi chủ nhà về công thức của một món ăn ngon như vậy, anh nghiêm túc trả lời cô, "Chuẩn bị nguyên một con lạc đà, lột da và làm sạch, cho một con dê vào trong đó, bên trong con dê là con gà tây và bên trong con gà tây là con gà. Nhồi gà với một con gà gô và bên trong là một con chim cút và cuối cùng là một con chim sẻ. Sau đó, ướp gia vị cho tất cả sao cho chúng đều trở nên thơm ngon nhất, rồi đặt lạc đà vào một cái lỗ trên sàn nhà và nướng chín."